# 山本達也
山本 達也（やまもと たつや、1975年 - ）は、日本の政治学者。清泉女子大学学長／地球市民学部教授。専門は公共政策論、国際関係論、情報社会論。

## 略歴
東京都出身。1999年慶應義塾大学総合政策学部卒業。2006年同大学院政策・メディア研究科後期博士課程修了。博士（政策・メディア）。
シリア・アレッポ大学学術交流日本センター主幹・客員研究員、慶應義塾大学SFC研究所上席所員を経て、2008年名古屋商科大学准教授。2013年より清泉女子大学文学部地球市民学科准教授。2018年より清泉女子大学文学部地球市民学科教授。2025年より清泉女子大学学長。

## 著書

### 単著
- 『暮らしと社会のリデザイン：成長の限界とその先の未来』（花伝社, 2017年）
- 『革命と騒乱のエジプト：ソーシャルメディアとピーク・オイルの政治学』（慶應義塾大学出版会, 2014年）
- 『アラブ諸国の情報統制：インターネット・コントロールの政治学』（慶應義塾大学出版会, 2008年）

### 共編著
- 『多様化する社会と多元化する知：「当たり前」を疑うことで見える世界』（ナカニシヤ出版, 2017年）
- 『政治の見方』（八千代出版, 2010年）

### 共著
- 『政治に正解はあるのか』（日本経済評論社，2025年）
- 『地域間共生と技術：技術は対立を緩和するか』（早稲田大学出版部，2023年）
- 『ポスト・グローバル化と政治のゆくえ』（ナカニシヤ出版，2022年）
- 『日本政治とカウンター・デモクラシー』（勁草書房, 2017年）
- 『日本の政策課題』（八千代出版, 2016年）
- 『清泉女子大学地球市民学科の挑戦：21世紀の学びをフィールドワークに求めて』（高文研, 2014年）
- 『シリア・レバノンを知るための64章』（明石出版, 2013年）
- 『イスラームの豊かさを考える』（丸善出版, 2011年）
- 『ネットの高い壁：新たな国境紛争と文化衝突』（NTT出版, 2009年）
- 『政策過程分析の最前線』（慶應義塾大学出版会, 2008年）
- 『国家の現在』（芦書房, 2007年）
- 『政治のレシピ：［旬の素材］で読むニッポン事情』（メタ・ブレーン, 2006年）
- 『かわりゆく国家』（一藝社, 2002年）
- 『サイバーポリティクス：IT社会の政治学』（一藝社, 2001年）